# Indische Freiwilligen Legion der Waffen-SS
La Legione SS "India Libera" o "Indische Freiwilligen Legion der Waffen-SS" è stata un'unità di volontari indiani Waffen-SS, voluta dal Capo di Stato del Governo dell'India Libera, Subhas Chandra Bose. Venne realizzata raggruppando prigionieri di guerra e disertori indiani dell'esercito inglese in nome della comune lotta dell'Asse contro il colonialismo.
I loro circa 4.000 effettivi servirono nell'esercito durante la seconda guerra mondiale. Assunti a esprimere la lotta contro i britannici, Subhas Chandra Bose aveva ottenuto la garanzia da Adolf Hitler che essi non sarebbero stati impegnati contro altri nemici della Germania, e in particolare non sul fronte orientale.
Alcuni vennero paracadutati in Medio Oriente per creare disordini e furono ampiamente utilizzati come guarnigione sul fronte occidentale, soprattutto in Francia.

## Origini
Le prime truppe della Legione furono reclutate tra i prigionieri di guerra indiani catturati a El Mekili, in Libia, durante gli scontri per Tobruk. Le forze tedesche nel deserto occidentale selezionarono un gruppo ristretto di 27 prigionieri di guerra come potenziali ufficiali e furono trasportati in aereo a Berlino nel maggio 1941, per essere seguiti, dopo l'esperimento del Centro I, dal trasferimento dei prigionieri di guerra dalle forze italiane alla forze tedesche. Il numero di prigionieri di guerra trasferiti in Germania crebbe fino a circa 10.000 che furono ospitati nel campo di Annaburg, dove Bose li incontrò per la prima volta. Un primo gruppo di 300 volontari tra prigionieri di guerra e indiani espatriati in Germania furono inviati al campo di Frankenberg vicino a Chemnitz, per addestrare e convincere i prigionieri di guerra in arrivo ad unirsi alla legione.
Con il tempo il numero dei prigionieri di guerra che si unirono alla legione aumentò e la legione fu trasferita a Königsbrück per ulteriore addestramento. Fu a Königsbrück che furono emesse per la prima volta le uniformi, in tedesco feldgrau con lo stemma della tigre che salta di Azad Hind. La formazione dell'Esercito Nazionale Indiano fu annunciata dal Ministero della Propaganda tedesco nel gennaio 1942 tuttavia, non prestò giuramento fino al 26 agosto 1942. Nel maggio 1943, il numero era aumentato ulteriormente, aiutato dall'arruolamento di volontari di espatriati indiani.
Complessivamente, c'erano circa 15.000 prigionieri di guerra indiani in Europa, detenuti principalmente in Germania nel 1943. Mentre alcuni rimasero fedeli agli alleati e trattarono Bose e la Legione con disprezzo, la maggior parte era almeno in qualche modo solidale con la causa di Bose. Mentre circa 2.000 divennero legionari, alcuni altri non completarono la loro formazione per vari motivi e circostanze. Al suo apice la Legione contava 4.500 effettivi.
Bose cercò e ottenne l'accordo dell'Alto Comando tedesco per i termini in base ai quali la Legione avrebbe prestato servizio nell'esercito tedesco. I soldati tedeschi avrebbero addestrato gli indiani in tutti i rami della fanteria e delle unità motorizzate all'uso delle armi sotto la più severa disciplina militare, allo stesso modo in cui veniva addestrata una formazione tedesca; i legionari indiani non avrebbero dovuto essere mescolati con nessuna struttura tedesca; non avrebbero dovuto essere inviati su nessun fronte diverso da quello indiano per combattere contro gli inglesi, ma avrebbero potuto combattere per legittima difesa in qualsiasi altro luogo. Sotto tutti gli altri aspetti, i legionari avrebbero goduto delle stesse strutture e comodità dei soldati tedeschi in termini di paga, vestiario, cibo, ferie, ecc. Per quanto riguarda gli eventuali dispiegamenti dell'unità nei Paesi Bassi e in Francia, erano apparentemente a scopo di addestramento, secondo i piani di Bose per l'unità da addestrare in alcuni aspetti della difesa costiera. Dopo l'invasione della Francia da parte degli Alleati, all'unità fu ordinato di tornare in Germania, in modo che non partecipasse alla lotta per gli interessi militari tedeschi.

## Struttura e Organizzazione dell'unità

### Composizione
L'esercito indiano britannico organizzava reggimenti e unità sulla base della religione e dell'identità regionale o di casta. Bose cercò di porre fine a questa pratica e di costruire un'identità indiana unificata tra gli uomini che avrebbero combattuto per l'indipendenza. Di conseguenza, la Legione indiana fu organizzata come unità miste in modo che musulmani, indù e sikh prestassero servizio fianco a fianco. Le fonti forniscono dati demografici diversi per la Legione. La maggior parte delle fonti stima che i componenti della legioni siano due terzi di indù e un terzo di musulmani e di altre religioni, tra cui un certo numero di sikh.
Il successo dell'idea di Bose di sviluppare un'identità nazionale unificata fu evidente quando Heinrich Himmler propose alla fine del 1943, dopo la partenza di Bose, che i soldati musulmani dell'I.R. 950 fossero reclutati nella nuova Divisione Handschar. Il comandante del quartier generale delle SS, Gottlob Berger, fu costretto a sottolineare che mentre i bosniaci dell "Handschar" si percepivano come europei, i musulmani indiani si percepivano come indiani. Hitler, tuttavia, mostrò poco entusiasmo per l'I.R. 950, ad un certo punto insistendo affinché le loro armi fossero consegnate alla 18ª Divisione SS Horst Wessel appena creata, esclamando che "... la Legione indiana è uno scherzo!"

### Struttura
La Legione Indiana fu organizzata come un normale reggimento di fanteria dell'esercito tedesco su tre battaglioni di quattro compagnie ognuno, comandate da ufficiali tedeschi. Fu denominata Panzergrenadier Regiment 950 (indische) ed indicata come unità parzialmente motorizzata.  Fu equipaggiata con 81 veicoli motorizzati e 700 cavalli.
La legione Indiana era costituita da:
- I. Bataillon: dalla prima alla quarta compagnia di fanteria;
- II. Bataillon: dalla quinta all'ottava compagnia di fanteria;
- III. Bataillon: dalla nona alla dodicesima compagnia di fanteria;
- 13th Infanteriegeschütz Kompanie: compagnia d'artiglieria per supporto alla fanteria, dotata di 6  7.5 cm leichtes Infanteriegeschütz 18;
- 14th Panzerjäger Kompanie: compagnia d'artiglieria anticarro, dotata di 6  Panzerabwehrkanone;
- 15th Pionier Kompanie: Compagnia di genio;
- Ehrenwachkompanie: Guardia d'Onore.

Esistevano inoltre anche un ospedale da campo ed un reparto per l'addestramento (Ausbildungs und Betreutungsstab).

## Operazioni
È dubbio credere che Subhas Chandra Bose immaginasse che la Legione dell'India Libera sarebbe stata un esercito sufficiente o abbastanza forte da condurre da sola un'efficace campagna attraverso la Persia e l'India. Invece, l'IR 950 doveva diventare un pioniere, precedendo una più grande forza indo-tedesca in una campagna verso le frontiere occidentali dell'India britannica, che avrebbe incoraggiato il risentimento pubblico nei confronti del Raj e incitato l'esercito indiano britannico alla rivolta.
Dopo la sconfitta tedesca in Europa a Stalingrado e in Nord Africa a El Alamein, divenne chiaro che un assalto dell’Asse attraverso la Persia o addirittura l’Unione Sovietica era improbabile. Nel frattempo, Bose si era recato in Estremo Oriente, dove l'esercito nazionale indiano riuscì a ingaggiare gli alleati insieme all'esercito giapponese in Birmania e, infine, nell'India nordorientale. L'Alto Comando navale tedesco in questo momento prese la decisione di trasferire gran parte della leadership e un segmento della Legione dell'India Libera nell'Asia meridionale, e il 21 gennaio furono formalmente integrati nell'Esercito nazionale indiano. La maggior parte delle truppe della Legione indiana, tuttavia, rimase in Europa durante la guerra e non furono mai utilizzate nel ruolo originariamente previsto.

Adrian Weale ha scritto che circa 100 membri della Legione indiana furono paracadutati nella Persia orientale nel gennaio 1942 con il compito di infiltrarsi nella provincia del Baluchistan come previsto dall'Operazione Bajadere. Tuttavia, Adrian O'Sullivan ha descritto tale operazione come "mitica", poiché era logisticamente impossibile e non esiste alcuna prova documentale che la stessa mai abbia avuto luogo.

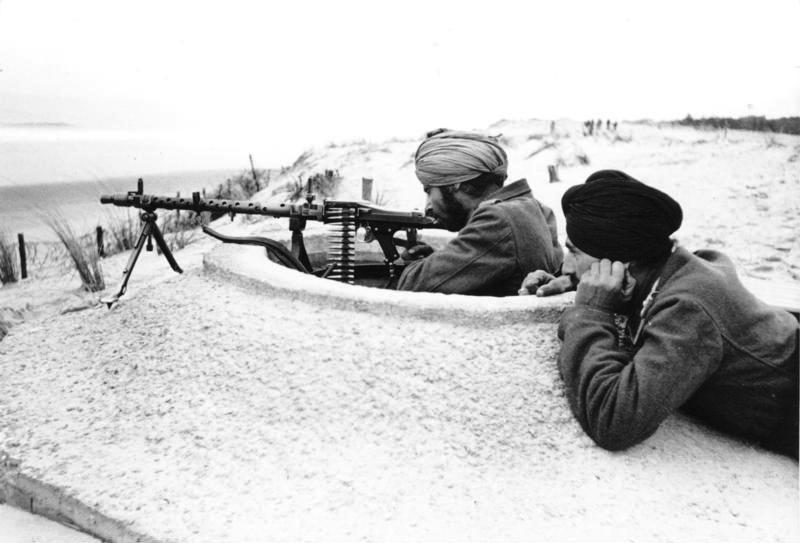
Legionari della "Freies Indien" in Francia.

### Fronte Occidentale
La legione fu trasferita in Zelanda nei Paesi Bassi nell'aprile 1943 come parte della guarnigione del Vallo Atlantico e successivamente in Francia nel settembre 1943, assegnata alla 344ª divisione di fanteria e successivamente alla 159ª divisione di fanteria della Wehrmacht. Da Beverloo in Belgio, il 1º battaglione fu riassegnato a Zandvoort nel maggio 1943 dove rimase finché non fu sostituito dalla Legione georgiana in agosto. Nel settembre 1943, il battaglione fu schierato sulla costa atlantica di Bordeaux, nel Golfo di Biscaglia. Il 2º battaglione si trasferì da Beverloo all'isola di Texel nel maggio 1943 e vi rimase fino al suo trasferimento in settembre a Les Sables-d'Olonne in Francia. Il 3º battaglione rimase a Oldebroek come riserva del corpo fino alla fine di settembre 1943, dove si guadagnò una reputazione "selvaggia e ripugnante" tra la popolazione locale.
La legione era di stanza a Lacanau al momento dello sbarco in Normandia, e vi rimase fino a due mesi dopo il D-Day. Nel luglio 1944, la legione fu incaricata di reprimere la resistenza francese e catturare i civili per i lavori forzati. Mentre sopprimevano la resistenza francese nell'agosto 1944, 25 legionari disertarono per aderire alla resistenza. Nonostante fosse stato promesso che sarebbero stati consegnati alle forze alleate, il gruppo di legionari fu giustiziato da elementi anarchici della Resistenza francese. L'8 agosto 1944 Himmler autorizzò il trasferimento del controllo della legione alle Waffen-SS, così come quello di ogni altra unità volontaria straniera dell'esercito tedesco. L'unità fu ribattezzata Indische Freiwilligen Legion der Waffen-SS. Il comando della legione fu presto trasferito dall'Obersturmbannführer Kurt Krapp all'Oberführer Heinz Bertling. Il personale indiano accortosi che fosse imminente un cambio di comando iniziò a lamentarsi. Notando che non fosse "voluto", Bertling accettò presto di essere sollevato dal comando.
Il 15 agosto l'unità lasciò Lacanau per tornare in Germania. Nella seconda tratta di questo viaggio, quella da Poitiers a Châteauroux, subì la sua prima vittima in combattimento, il tenente Ali Khan, mentre ingaggiava le forze regolari francesi nella città di Dun. L'unità si impegnò anche con i mezzi corazzati alleati a Nuits-Saint-Georges mentre si ritirava attraverso la Loira verso Digione. Il reparto fu regolarmente molestato dalla Resistenza francese, subendo altre due vittime. L'unità si trasferì da Remiremont attraverso l'Alsazia a Camp Heuberg in Germania nell'inverno del 1944, dove rimase fino al marzo 1945.
La loro memoria è ancora viva a Strasburgo, nel quartiere di Schluthfeld, dove un gruppo di loro venne squartato nella scuola elementare del quartiere dopo la liberazione. Alcuni anziani ricordano questi indiani sikh, in uniforme dell'Afrika Korps, con barba e turbante. Sulle spalline delle loro uniformi campeggiava l'emblema di una tigre rampante, con apposta l'iscrizione "Freies Indien".
Secondo voci diffuse a Strasburgo, si disse che i sopravvissuti del massacro di Schluthfeld vennero utilizzati dopo la Liberazione, per lo sminamento, e che nessuno sarebbe sopravvissuto a ciò.

### Fronte Italiano
La 9ª Compagnia della Legione del 2º Battaglione operò in Italia. Schierato nella primavera del 1944, affrontò il V Corpo britannico e il II Corpo polacco, finché non fu ritirato dal fronte per essere utilizzato in operazioni antipartigiane. Si arrese in Italia alle forze alleate nell'aprile 1945.

### Fine della legione
Con l'imminente sconfitta del Terzo Reich nel maggio '45, il resto della Legione indiana di stanza in Germania cercò rifugio nella neutrale Svizzera. L'unità intraprese una marcia disperata di 2,6 chilometri lungo le rive del Lago di Costanza, tentando di entrare in Svizzera attraverso i passi alpini. Ciò non ebbe successo e la legione fu catturata dalle forze statunitensi e francesi e consegnata alle forze britanniche e indiane in Europa. Ci sono prove che alcune di queste truppe indiane furono fucilate dalle truppe francesi marocchine nella città di Immenstadt dopo la loro cattura, prima che potessero essere consegnate alle forze britanniche. Le truppe catturate furono successivamente rispedite in India, dove molte furono processate per tradimento. Dopo i tumulti scoppiato in seguito ai processi contro gli indiani che prestarono servizio nell'Asse, le sentenze dei membri della legione furono commutate.

## Bibliografia

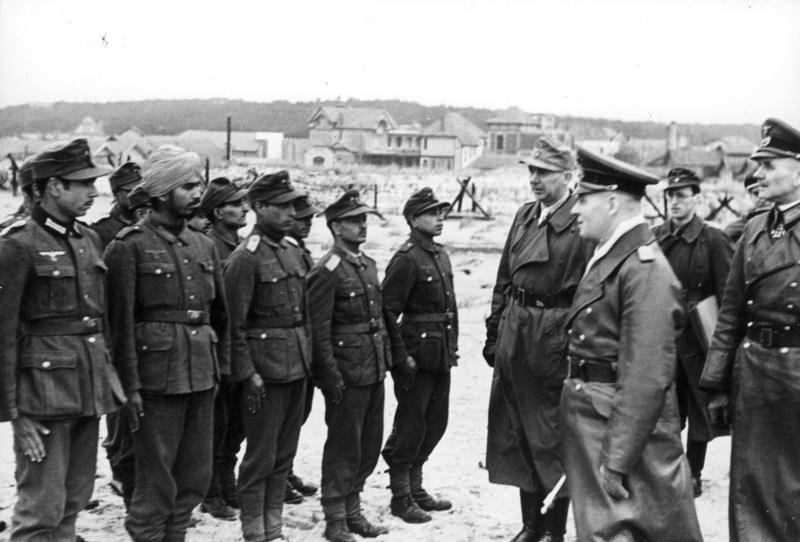
Il Feldmaresciallo Rommel ispeziona un reparto della legione indiana a Lacanau, in Francia, nel febbraio 1944.